# Perfect (Exceeder)
«Perfect (Exceeder)» — мэшап песен «Perfect» (2005) американского диджея Princess Superstar и «Exceeder» (2006) нидерландского диджея Мейсона. Песня была выпущена 22 января 2007 года на лейбле Ministry of Sound.

## Видеоклип
Режиссером клипа выступил Маркус Адамс. В нем снимаются Лорен Райделг, Кейси Батчелор и Лиза Шепли в роли гимнасток, которые тренируются и делают вид, что поют песню. Единственной настоящей гимнасткой была Валентина Бодорова, она исполнила все трюки.

## Коммерческий приём
Трек стал большим хитом на клубной сцене в конце 2006 года, особенно в Европе и Бразилии. В Великобритании трек дебютировал в чарте под номером 11 ещё за неделю до релиза на физических носителях благодаря цифровым загрузкам. Через неделю после своего физического релиза трек поднялся на восемь позиций и занял третье место. В Нидерландах песня вошла в голландский Топ-40 под номером 54 (в конечном итоге достигнув пика на 11-м месте).

## Номинации
На 23 церемонии Winter Music Conference песня была номинирована в категории «Лучший электронный трек», но уступила «Love Is Gone» Дэвида Гетта.

## Версии и ремиксы
UK CD1
1. «Perfect (Exceeder)» (Radio Edit)
2. «Perfect (Exceeder)» (Vocal Club Mix)

UK CD2
1. «Perfect (Exceeder)» (Radio Edit)
2. «Perfect (Exceeder)» (Vocal Club Mix)
3. «Exceeder» (Instrumental Club Mix)
4. «Exceeder» (Martijn ten Velden Instrumental Remix)
5. «Perfect (Exceeder)» (Tomcraft Remix)
6. «The Fanfare» (Hidden Track)

UK 12-inch Vinyl
1. «Perfect (Exceeder)» (Vocal Club Mix)
2. «Exceeder» (Instrumental Club Mix)
3. «Perfect (Exceeder)» (Outwork Remix)

## Чарты
| Чарт (2007)                                | Пиковая позиция |
| ------------------------------------------ | --------------- |
| Бельгия/Фландрия (Ultratop 50)             | 18              |
| Бельгия/Фландрия (Ultratop Dance)          | 1               |
| Бельгия/Валлония (Ultratip Bubbling Under) | 8               |
| Бельгия/Валлония (Ultratop Dance)          | 1               |
| СНГ (TopHit)                               | 47              |
| Европейский союз (Eurochart Hot 100)       | 12              |
| Финляндия (Suomen virallinen lista)        | 5               |
| Германия (GfK)                             | 69              |
| Венгрия (Dance Top 40)                     | 20              |
| Ирландия (IRMA)                            | 11              |
| Нидерланды (Dutch Top 40)                  | 17              |
| Нидерланды (Single Top 100)                | 11              |
| Шотландия (OCC Scotland)                   | 3               |
| Испания (PROMUSICAE)                       | 10              |
| Швеция (Sverigetopplistan)                 | 60              |
| Великобритания (OCC UK Singles)            | 3               |
| Великобритания (OCC UK Dance)              | 1               |

| Чарт (2007)                       | Позиция |
| --------------------------------- | ------- |
| СНГ (Tophit)                      | 175     |
| Нидерланды (Single Top 100)       | 90      |
| Великобритания (UK Singles Chart) | 44      |

| Регион                                                                      | Сертификация | Продажи |
| --------------------------------------------------------------------------- | ------------ | ------- |
| Великобритания (BPI)                                                        | Серебряный   | 200 000 |
| Данные о продажах + прослушиваниях приведены только на основе сертификации. |              |         |

## Использование
- Данный мэшап использовался в сцене фильма "Солтберн" (2023), а также телевизионной рекламе фильма «Брӱно» (2009) и в видеоигре Wipeout HD (2008)